# Oleria semiligena
Oleria semiligena är en fjärilsart som beskrevs av Ferreira D'almeida 1962. Oleria semiligena ingår i släktet Oleria och familjen praktfjärilar. Inga underarter finns listade i Catalogue of Life.